# Philippe Olive
Philippe Olive (Philippe, Jean-Pierre Olive) est un acteur français, né le 10 janvier 1908 à Pantin (Seine) et mort le 28 juin 1981 à Paris 13°.

## Filmographie
- 1934 : Voilà Montmartre de Roger Capellani
- 1938 : Je chante de Christian Stengel - Un domestique
- 1941 : Croisières sidérales de André Zwobada - Le second bonimenteur
- 1944 : La vie secrète des visages de Albert Guyot - court métrage - L'homme à sa toilette
- 1945 : Nous ne sommes pas mariés de Bernard Roland - M. Dubois
- 1945 : Mensonges de Jean Stelli - Henri
- 1945 : L'Extravagante Mission de Henri Calef - Lambert
- 1945 : Le Capitan de Robert Vernay - Film tourné en deux époques -
- 1946 : L'Affaire du collier de la reine de Marcel L'Herbier - Maître Breton
- 1946 : Le Couple idéal de Bernard Roland - Le producteur
- 1946 : Impasse de Pierre Dard
- 1946 : Copie conforme de Jean Dréville - Le portier de l'hôtel
- 1946 : Martin Roumagnac de Georges Lacombe - Le maître d'hôtel
- 1946 : Le silence est d'or de René Clair - L'agent de police
- 1947 : Croisière pour l'inconnu de Pierre Montazel
- 1948 : Scandale de René Le Hénaff - Raoul
- 1949 : Le Jugement de dieu de Raymond Bernard
- 1950 : La Rose rouge de Marcel Pagliero - Matignon, le manager d'Evelyne
- 1950 : La Vie chantée de Noël-Noël
- 1951 : Dupont Barbès de Henri Lepage
- 1951 : Le Cap de l'espérance de Raymond Bernard - Le notaire
- 1951 : Paris chante toujours de Pierre Montazel - Le ministre
- 1951 : Ils sont dans les vignes  de Robert Vernay
- 1952 : La Danseuse nue de Pierre Louis - Pépère
- 1952 : Plume au vent de Louis Cuny et Ramon Torrado
- 1952 : La Fête à Henriette de Julien Duvivier - Paulo
- 1952 : Tourbillon de Alfred Rode
- 1952 : Moineaux de Paris de Maurice Cloche
- 1952 : Soyez les bienvenus de Pierre Louis
- 1953 : Rires de Paris de Henri Lepage
- 1953 : Minuit quai de Bercy de Christian Stengel - Le médecin légiste
- 1954 : Le Vicomte de Bragelone de Fernando Cerchio - Porthos
- 1955 : Les Fruits de l'été de Raymond Bernard - Le président
- 1955 : Les pépées font la loi de Raoul André
- 1956 : Bonjour sourire de Claude Sautet
- 1957 : Le Septième Commandement de Raymond Bernard - Le marquis d'Elgoibar
- 1957 : Les Suspects de Jean Dréville - Le journaliste
- 1958 : Le Dos au mur d'Édouard Molinaro - Henri

## Théâtre
- 1943 : Mais n'te promène donc pas toute nue ! de Georges Feydeau, mise en scène Alice Cocéa,  Théâtre des Ambassadeurs